# Dragsfjärds kyrka
Dragsfjärds kyrka (Adolfs kyrka) är en kyrkobyggnad som ligger i Dragsfjärd i landskapet Egentliga Finland. Den hör till Kimitoöns församling inom Evangelisk-lutherska kyrkan i Finland.

## Historia
Dragsfjärd fanns det ett kapell sedan "urminnes tider". Detta kapell var så illa medfaret att det revs och ersattes med en ny kyrkobyggnad år 1695 som kallades Drage kapell. Under 1700-talet blev kapellet för litet och en ny kyrkobyggnad planerades.
Dragsfjärds nuvarande kyrka uppfördes av Anders Piimänen och invigdes 1755. Den fick namnet Adolfs kyrka efter den dåvarande kungen Adolf Fredrik. 
Den korsformade kyrkan var ursprungligen rödmålad men har ommålats flera gånger. Sin nuvarande gula färg fick kyrkan vid renoveringen 1973.

## Inventarier
Den ursprungliga inredningen är till största delen ersatt. De gamla kyrkbänkarna med dörrar ersattes år 1895 med nya öppna bänkar. År 1881 uppfördes en ny altarring. 
Till kyrkans äldsta föremål hör ett träkrucifix från år 1689, ett par tennljusstakar samt två förgyllda lampetter av trä. 
Den äldre altartavlan föreställande nattvardens instiftande, skänktes år 1690 av räntmästaren Mikael Jensenhaus från Skinnarvik och hans hustru Anna Bolhåmia. Bland kyrkans övriga konstverk kan nämnas tavlan "Kristus i Getsemane" målad av B A Goldenhjelm på 1850-talet samt "Guds öga" målad i början av 1820-talet av Fredrik Ellmèn.
Predikstolen är gjord 1753 av mäster Eric Ersson Biur från Dragsfjärd.  Dess apostlabilder målades över 1881 men togs fram igen vid en renovering 1928.

## Klockstapeln
Klockstapeln uppfördes 1763. Storklockan hämtades 1765 från Stockholm och lillklockan hämtades 1685 från Åbo.